# Ministr veřejné bezpečnosti Čínské lidové republiky
Ministr veřejné bezpečnosti Čínské lidové republiky (čínsky v českém přepisu čung-chua žen-min kung-che-kuo kuo-an-pu pu-čang, pchin-jinem Zhōnghuá rénmín gònghéguó gōng'ānbù bùzhǎng, znaky zjednodušené 中华人民共和国公安部部长) je člen Státní rady, vlády Čínské lidové republiky, stojící v čele Ministerstva veřejné bezpečnosti Čínské lidové republiky.
Formálně je do funkce ministr nominován premiérem a následně schválen Všečínským shromážděním lidových zástupců nebo jeho stálým výborem.
Post od 24. června 2022 zastává Wang Siao-chung.

## Seznam ministrů veřejné bezpečnosti
| #                                                                         | Jméno                                                                     | Narození a úmrtí                                                          | Funkční období                                                            | Funkční období                                                            |
| #                                                                         | Jméno                                                                     | Narození a úmrtí                                                          | Nástup do úřadu                                                           | Opuštění úřadu                                                            |
| Ministr veřejné bezpečnosti Ústřední lidové vlády Čínské lidové republiky | Ministr veřejné bezpečnosti Ústřední lidové vlády Čínské lidové republiky | Ministr veřejné bezpečnosti Ústřední lidové vlády Čínské lidové republiky | Ministr veřejné bezpečnosti Ústřední lidové vlády Čínské lidové republiky | Ministr veřejné bezpečnosti Ústřední lidové vlády Čínské lidové republiky |
| ------------------------------------------------------------------------- | ------------------------------------------------------------------------- | ------------------------------------------------------------------------- | ------------------------------------------------------------------------- | ------------------------------------------------------------------------- |
| 1.                                                                        | Armádní generál Luo Žuej-čching 罗瑞卿                                    | 1906–1978                                                                 | 15. října 1949                                                            | 29. září 1954                                                             |
| Ministr veřejné bezpečnosti Čínské lidové republiky                       |                                                                           |                                                                           |                                                                           |                                                                           |
| 1.                                                                        | Armádní generál Luo Žuej-čching 罗瑞卿                                    | 1906–1978                                                                 | 29. září 1954                                                             | 17. září 1959                                                             |
| 2.                                                                        | Generálplukovník Sie Fu-č' 谢富治                                         | 1909–1972                                                                 | 17. září 1959                                                             | Červen 1970                                                               |
| 3.                                                                        | Li Čen 李震                                                               | 1914–1973                                                                 | Červen 1970                                                               | 21. října 1973                                                            |
| 4.                                                                        | Chua Kuo-feng 华国锋                                                      | 1921–2008                                                                 | 21. října 1973                                                            | Březen 1977                                                               |
| 5.                                                                        | Čao Cchang-pi 赵苍壁                                                      | 1916–1993                                                                 | Březen 1977                                                               | 20. června 1983                                                           |
| 6.                                                                        | Liou Fu-č' 刘复之                                                         | 1917–2013                                                                 | 20. června 1983                                                           | 6. září 1985                                                              |
| 7.                                                                        | Žuan Čchung-wu 阮崇武                                                     | * 1933                                                                    | 6. září 1985                                                              | 11. dubna 1987                                                            |
| 8.                                                                        | Wang Fang 王芳                                                            | 1920–2009                                                                 | 11. dubna 1987                                                            | 28. prosince 1990                                                         |
| 9.                                                                        | Generální komisař Tchao S'-ťü 陶驷驹                                      | 1935–2016                                                                 | 28. prosince 1990                                                         | 18. března 1998                                                           |
| 10.                                                                       | Generální komisař Ťia Čchun-wang 贾春旺                                   | * 1938                                                                    | 18. března 1998                                                           | 28. prosince 2002                                                         |
| 11.                                                                       | Generální komisař Čou Jung-kchang 周永康                                  | * 1942                                                                    | 28. prosince 2002                                                         | 29. října 2007                                                            |
| 12.                                                                       | Generální komisař Meng Ťien-ču 孟建柱                                     | * 1947                                                                    | 29. října 2007                                                            | 28. prosince 2012                                                         |
| 13.                                                                       | Generální komisař Kuo Šeng-kchun 郭声琨                                   | * 1954                                                                    | 28. prosince 2012                                                         | 19. března 2018                                                           |
| 14.                                                                       | Generální komisař Čao Kche-č' 赵克志                                      | * 1953                                                                    | 4. listopadu 2017                                                         | 24. června 2022                                                           |
| 15.                                                                       | Generální komisař Wang Siao-chung 王小洪                                  | * 1957                                                                    | 24. června 2022                                                           | úřadující                                                                 |